# جلان مورينو
جلان مورينو (بالإنجليزية: Glen Moreno)‏ هو شخصية أعمال أمريكي، ولد في 24 يوليو 1943 في كاليفورنيا في الولايات المتحدة.

## وصلات خارجية
- جلان مورينو على موقع إن إن دي بي (الإنجليزية)